# 耶律耨里思
耶律耨里思（?—?），唐代契丹迭剌部夷离（领袖），耶律涅里（一作泥礼、雅里）的曾孙。耶律萨剌德之父，耶律匀德实的祖父，耶律撒剌的的曾祖父，辽太祖耶律阿保机的高祖父。《辽史·世表》称他在松漠都督李怀秀部下，遣将只里姑、括里，在潢水大败范阳节度使安禄山。乾統三年（1103年）十一月，天祚帝追尊他为昭烈皇帝，庙号肃祖。

## 家庭
- 妻子：蕭卓真，生四男

### 子
1. 耶律洽慎，字牙新，迭剌部夷离堇，後裔屬五院司一房支，曾孫耶律敵魯古、玄孫耶律圖魯窘
2. 耶律萨剌德
3. 耶律葛剌，字古昆，早卒，後裔屬六院司一房支，有八世孫耶律陳家奴、輩份失考的耶律棠古[3]
4. 耶律洽礼，字敌辇，後裔屬六院司一房支[4]